# پوچو مانداساوو
پوچو مانداساوو (انگلیسی: Poco Mandasawu) گنبد گدازهای که بلندترین نقطه جزیره فلورس در کشور اندونزی می‌باشد. این قله ۲٬۳۷۰ متر از سطح دریا ارتفاع دارد. 